# Julio Cortázar
(Pablo Neruda)
Julio Cortázar, all'anagrafe Julio Florencio Cortázar (Ixelles, 26 agosto 1914 – Parigi, 12 febbraio 1984), è stato uno scrittore, poeta, critico letterario, saggista e drammaturgo argentino naturalizzato francese, maestro del racconto e del romanzo e scrittore dalla vocazione sperimentale; la sua scrittura è caratterizzata da una forte componente fantastica e a tratti metafisica, sempre aderente però a uno stile estremamente realistico. Stimato da Borges, è stato spesso paragonato a Čechov e Edgar Allan Poe. I suoi racconti non seguono sempre una linearità temporale e i personaggi esprimono una psicologia profonda.

## Biografia
Nato a Ixelles, un Comune della Regione di Bruxelles-Capitale, da genitori argentini, Cortázar passò la vita tra Argentina e Francia. Il suo capolavoro è Rayuela, iperromanzo (o antiromanzo) in cui l'esperienza parigina e argentina si giustappongono e completano a vicenda. Il libro è composto da 155 capitoli, che possono essere letti nell'ordine specificato dall'autore all'inizio del romanzo o in ordine di comparizione. Questa scelta soggettiva del lettore segna il punto di maggior originalità del romanzo, che è inoltre caratterizzato da momenti di vita quotidiana intrecciati ad un'analisi filosofica della vita. Cortázar tradusse anche in spagnolo le Memorie di Adriano di Marguerite Yourcenar. Morì a Parigi il 12 febbraio 1984 a 69 anni, e fu sepolto nel Cimitero di Montparnasse. La causa della morte fu inizialmente imputata alla leucemia, anche se altre fonti sostennero che lo scrittore morì di AIDS, a seguito di una trasfusione di sangue non protetta.

## Opere

### Romanzi
- Los premios, 1960
  - trad. Flaviarosa Nicoletti Rossini, Il viaggio premio, Torino, Einaudi, 1983 ISBN 88-06-05527-5 ISBN 88-06-18095-9
- Rayuela, 1963
  - trad. Flaviarosa Nicoletti Rossini, Il gioco del mondo, Torino, Einaudi, 1969 ISBN 88-06-05438-4
  - trad. Flaviarosa Nicoletti Rossini e Irene Buonafalce, Il gioco del mondo (Rayuela), Torino, Einaudi, 2004 ISBN 88-06-16800-2 ISBN 88-06-17592-0 ISBN 978-88-06-21866-9
- 62 Modelo para armar, 1968
  - trad. Flaviarosa Nicoletti Rossini, Componibile 62, Torino, Einaudi, 1974
  - trad. Flaviarosa Nicoletti Rossini, Componibile 62, Roma, Sur, 2015 ISBN 978-8897505631
- Libro de Manuel, 1973
- Fantomas contra los vampiros multinacionales, 1975
  - trad. Emanuele Pirani, Fantomas contro i vampiri multinazionali, Roma, DeriveApprodi, 2006 ISBN 88-89969-14-8
- Divertimento, 1986 [ma scritto nel 1949]
  - trad. Paola Tomasinelli, Divertimento, Roma, Voland, 2007 ISBN 978-88-88700-82-3
- El examen, 1986 [ma scritto nel 1950]
  - trad. Paola Tomasinelli, L'esame, Roma, Voland, 2012 ISBN 978-88-6243-134-7
- Diario de Andrés Fava, 1995 [frammento di El examen]
  - trad. Paola Tomasinelli, Diario di Andrés Fava, Roma, Voland, 2011 ISBN 978-88-6243-070-8

### Racconti
- La otra orilla, 1945
  - L'altra sponda, in Julio Cortázar, I racconti, a cura di Ernesto Franco, Torino, Einaudi (collana Biblioteca della Pléiade), 1994 ISBN 88-446-0022-6
- Bestiario, 1951
  - trad. Flaviarosa Nicoletti Rossini e Vittoria Martinetto, Bestiario, Torino, Einaudi, 1974 ISBN 88-06-04028-6 ISBN 88-06-14198-8 ISBN 978-88-06-17486-6
- Final del juego, 1956
  - trad. Ernesto Franco e Flaviarosa Nicoletti Rossini, Fine del gioco, Torino, Einaudi, 2003 ISBN 88-06-16643-3 ISBN 978-88-06-19603-5 Include il racconto Un fiore giallo
- Las armas secretas, 1959
  - trad. Cesco Vian, Le armi segrete, Torino, Einaudi, 2008 ISBN 978-88-06-19144-3
- Todos los fuegos el fuego, 1966
  - trad. Ernesto Franco e Flaviarosa Nicoletti Rossini, Tutti i fuochi il fuoco, introduzione di Ernesto Franco, Torino, Einaudi, 2005 ISBN 88-06-17430-4
- Octaedro, 1974
  - trad. Flaviarosa Nicoletti Rossini, Ottaedro, Torino, Einaudi, 2007 ISBN 88-06-18382-6 ISBN 978-88-06-18700-2
- Alguien que anda por ahí, 1977
  - trad. Flaviarosa Nicoletti Rossini, Uno che passa di qui, Parma, Guanda, 1997 ISBN 88-8246-000-2 ISBN 88-8246-444-X
- Un tal Lucas, 1979
  - Un tal Lucas, in Julio Cortázar, I racconti, cit.
  - Trad. di Ilide Carmignani, Un certo Lucas, Roma, Sur, 2014, ISBN 978-88-97505-37-2
- Queremos tanto a Glenda, 1980
  - trad. Cesare Greppi, Tanto amore per Glenda, Parma, Guanda, 1983 ISBN 88-8246-048-7 ISBN 88-8246-277-3 ISBN 978-88-8246-277-2
- Deshoras, 1982
  - Disincontri, in Julio Cortázar, I racconti, cit.

### Miscellanee
- El perseguidor, 1959 [da Las armas secretas]
  - trad. Cesco Vian, Il persecutore, con una nota di Franco Minganti, Torino, Einaudi, 1989 ISBN 88-06-11507-3 ISBN 88-06-16501-1
  - Rocco Carbone, Finzione e realtà. El perseguidor di Julio Cortázar tra interpretazione e lettura [con il testo], Soveria Mannelli, Rubbettino, 2001 ISBN 88-498-0162-9
- Imagem de John Keats, 1959
  - trad. Elisabetta Vaccaro e Barbara Turitto, A passeggio con John Keats, Fazi, 2014 ISBN 9788864112008
- Historias de cronopios y de famas, 1962
  - trad. Flaviarosa Nicoletti Rossini, Storie di cronopios e di famas, nota di Italo Calvino, Torino, Einaudi, 1971 ISBN 88-06-05128-8 ISBN 88-06-14414-6 ISBN 88-06-17383-9
- Reunión, 1966 [da Todos los fuegos el fuego]
  - trad. Ernesto Franco, Reunion. Che Guevara e lo sbarco a Cuba, Roma: Gallucci, 2009 ISBN 978-88-6145-103-2
- La vuelta al día en ochenta mundos, 1967
  - trad. Eleonora Mogavero, Il giro del giorno in ottanta mondi, Padova, Alet, 2006 ISBN 88-7520-016-5
- Último round, 1969
  - a cura di Assunta Mariottini, Ultimo round e altri scritti politici 1966-83, introduzione di Ernesto Franco, Milano, Linea d'ombra, 1992 ISBN 88-09-00786-7
  - trad. Eleonora Mogavero, Ultimo round, Padova, Alet, 2007 ISBN 978-88-7520-032-9
- La casilla de los Morelli, 1973
- Los autonautas de la cosmopista, viaje atemporal París-Marsella, 1982 (con Carol Dunlop)
  - trad. Paola Tomasinelli, Gli autonauti della cosmostrada, ovvero Un viaggio atemporale Parigi-Marsiglia, Torino, Einaudi, 2012 ISBN 978-88-06-14947-5
- Textos políticos, 1985
- Discurso del oso, 2008
  - trad. Elena Rolla, Discorso dell'orso, Firenze: Kalandraka, 2008 ISBN 978-88-95933-14-6
- Papeles inesperados, 2009
  - trad. Jaime Riera Rehren, Carte inaspettate, prefazione di Antonio Tabucchi, Torino, Einaudi, 2012 ISBN 978-88-06-20683-3
- Animalia, a cura di Aurora Bernárde, prefazione di Alberto Manguel
  - trad. Irene Buonafalce, Cesare Greppi, Vittoria Martinetto, Flaviarosa Nicoletti Rossini, Cecilia Rizzotti, Animalia, Torino: Einaudi, 2013 ISBN 978-88-06-21495-1

### Teatro
- Los reyes, 1949 [con lo pseudonimo Julio Denis]
  - trad. Ernesto Franco, I re, Torino, Einaudi, 1994 ISBN 88-06-13275-X
- Nada a Pehuajo, 1984 [atto unico]
- Adiós Robinson y otras piezas breves, 1984 [testi radiofonici]

### Poesie
- Presencia, 1938 [con lo pseudonimo Julio Denis]
- Pameos y Meopas, 1971
- Salvo el crepúsculo, 1984
- Veredas de Buenos Aires y otros poemas, 1995
- trad. Gianni Toti, Le ragioni della collera, prefazione di Rosalba Campra, Roma, Fahrenheit 451, 1995 ISBN 88-86095-08-2 [antologia]

### Corrispondenze
- Correspondencia Cortázar-Dunlop-Monrós, 2009
- Cartas a los Jonquières, 2010
- Cartas, 5 volumi (1937-54; 1955-64; 1965-68; 1969-76; 1977-84), a cura di Aurora Bernárdez e Carles Álvarez Garriga, 2012
- Carta carbone. Lettere ad amici scrittori, a cura di Giulia Zavagna, Roma, Sur, 2013 ISBN 978-88-97505-24-2

### Altro
- Rimbaud, 1941 [articolo, con lo pseudonimo Julio Denis]
- La urna griega en la poesía de John Keats, 1946 [articolo]
- Teoría del túnel. Notas para una ubicación del surrealismo y el existencialismo, 1947
  - trad. e cura di Marilù Parisi, Teoria del tunnel. Nota per una collocazione del surrealismo e dell'esistenzialismo, Napoli, Cronopio, 2003 ISBN 88-85414-85-0
- Muerte de Antonín Artaud, 1948 [articolo]
- Para una poética, 1954
  - trad. e cura di Bruno Arpaia, Per una poetica, in Julio Cortázar, Del racconto e dintorni, Parma, Guanda, 2008 ISBN 978-88-6088-039-0
- Vida de Edgar Allan Poe, 1956
  - trad. e cura di Claudio Cinti, Vita di Edgar Allan Poe, Firenze, Le Lettere, 2004 ISBN 88-7166-806-5
- Algunos aspectos del cuento, 1962
  - trad. Ernesto Franco, Alcuni aspetti del racconto, in Julio Cortázar, I racconti, cit.
- On déplore la, 1966 [racconto]
- Para llegar a Lezama Lima, 1966
- Buenos Aires Buenos Aires, 1968 [con fotografie di Sara Facio e Alicia d'Amico]
- La bande (sculptée à Reinhoud, vue par Julio Cortázar), 1968
- Les Discours du Prince-Gueule, 1970 [su litografie di Julio Silva]
- Viaje alrededor de una mesa, 1970 [articolo]
- Literatura en la revolución y revolución en la literatura, 1970 [articolo]
- Aloys Zötl, 1972
  - trad. Flaviarosa Nicoletti Rossini, Aloys Zötl, introduzione di Vincent Bounoure, presentazione di André Breton, Parma, Franco Maria Ricci, 1972
- Prosa del observatorio, 1972 [reportage, con fotografie dell'autore e di Antonio Gálvez]
- La fosse de Babel, 1975 [con André Balthasar, Italo Calvino e Joyce Mansour, su litografie di Reinhoud]
- Silvalandia, 1975
  - trad. Laura Richichi, Silvalandia, postfazione di Rosalba Campra, Roma, Vertigo, 2007 ISBN 978-88-6206-001-1
- Estrictamente no profesional. Humanitario, 1976 [su fotografie di Sara Facio e Alicia d'Amico]
- Le bestiaire d'Aloys Zötl (1803-87), 1976
  - trad. Il bestiario di Aloys Zotl, introduzione di Giovanni Mariotti, Milano, Franco Mara Ricci, 1984 ISBN 88-216-6003-6
- Territorios, 1978 [libro-collage di prose saggistiche]
- Tendre parcours, 1978 [su fotografie di Frédéric Barzilay]
- Conversaciones con Cortázar, a cura di Ernesto Gonzáles Bermejo, 1978
- Un elogio del tres, 1980 [su dipinti di Luis Tomasello]
- Monsieur Lautrec, 1980 [su disegni di Hermenegildo Sabat]
- París: Ritmos de una ciudad, 1981 [su fotografie di Alecio de Andrade]
- Nicaragua, tan violentamente dulce, 1983
- Negro el diez, 1983 [su serigrafie di Luis Tomasello]
- Alto el Perú, 1984 [su fotografie di Manja Offerhaus]
- Argentina, años de alambradas culturales, a cura di Saul Yurkievich, 1984
- La fascinación de las palabras, intervista con Omar Prego, 1984
- Donatella Ucchino, Alguien que anda por ahi di Julio Cortazar. Arte e artificio della narrazione, Messina, Lippolis, 1995 [saggio]
- Julio Cortazar a fondo, intervista a cura di Joaquín Soler Serrano, 1998
  - in L'altro lato delle cose. Intervista, a cura di Tommaso Menegazzi, Mimesis Edizioni, Milano, 2014
- Imagen de John Keats, 1996 [scritto nel 1951-52]
  - trad. Elisabetta Vaccaro e Barbara Turitto, A passeggio con Keats, Roma, Fazi Editore, 2014 ISBN 9788864112008
- Corrección de pruebas en Alta Provenza, 2012
  - trad. Giulia Zavagna, Correzione di bozze in Alta Provenza, Roma, SUR, 2015 ISBN 8897505627
- Las paradas de De Sanctis, 2012
- Clases de literatura; Berkeley 1980, a cura di Carles Álvarez Garriga, 2013
  - trad. Irene Buonafalce, Lezioni di letteratura; Berkeley 1980, Torino, Einaudi, 2014 ISBN 9788806220310

## Filmografia parziale
- Blow-Up di Michelangelo Antonioni, ispirato al racconto Las Babas del Diablo (Le bave del diavolo).
- Week End - Una donna e un uomo da sabato a domenica di Jean-Luc Godard, ispirato al racconto La Autopista del Sur.
- Furia di Alexandre Aja, ispirato al racconto Graffiti.
- Mentiras piadosas di Diego Sabanés, ispirato al racconto La Salud de los Enfermos.
- L'ingorgo di Luigi Comencini, ispirato al racconto L'autostrada del sud.